# Ifs
Pour les articles homonymes, voir Ifs.
Ifs [if]  est une commune française située dans le département du Calvados en région Normandie, peuplée de 11 868 habitants.

## Géographie

### Localisation
La commune est en plaine de Caen, dans la banlieue sud de Caen. Village agricole jusque dans les années 1960, Ifs s'est urbanisée en même temps que s'étendait l'agglomération de Caen, avec notamment un véritable boom démographique et l'installation d'activités économiques. Son centre (église) est à 5,5 km au sud du centre de Caen.
| Fleury-sur-Orne                           | Caen                     | Cormelles-le-Royal    |
| Fleury-sur-Orne                           | Ifs                      | Grentheville, Soliers |
| Fleury-sur-Orne, Saint-Martin-de-Fontenay | Saint-Martin-de-Fontenay | Hubert-Folie          |

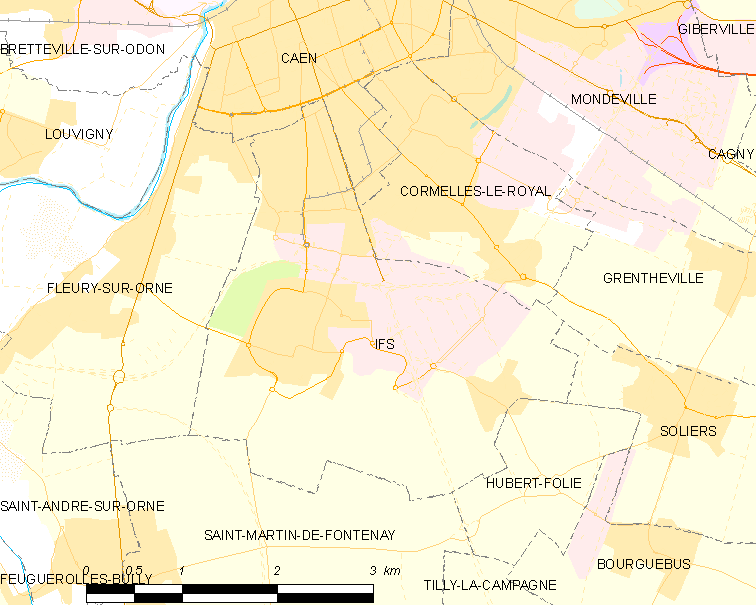
Carte de la commune.

### Géologie et relief
Le point culminant (61 m) se situe en limite sud-est, à proximité de la D 562.

### Hydrographie
La commune est située dans le bassin Seine-Normandie. Elle n'est drainée par aucun cours d'eau,.

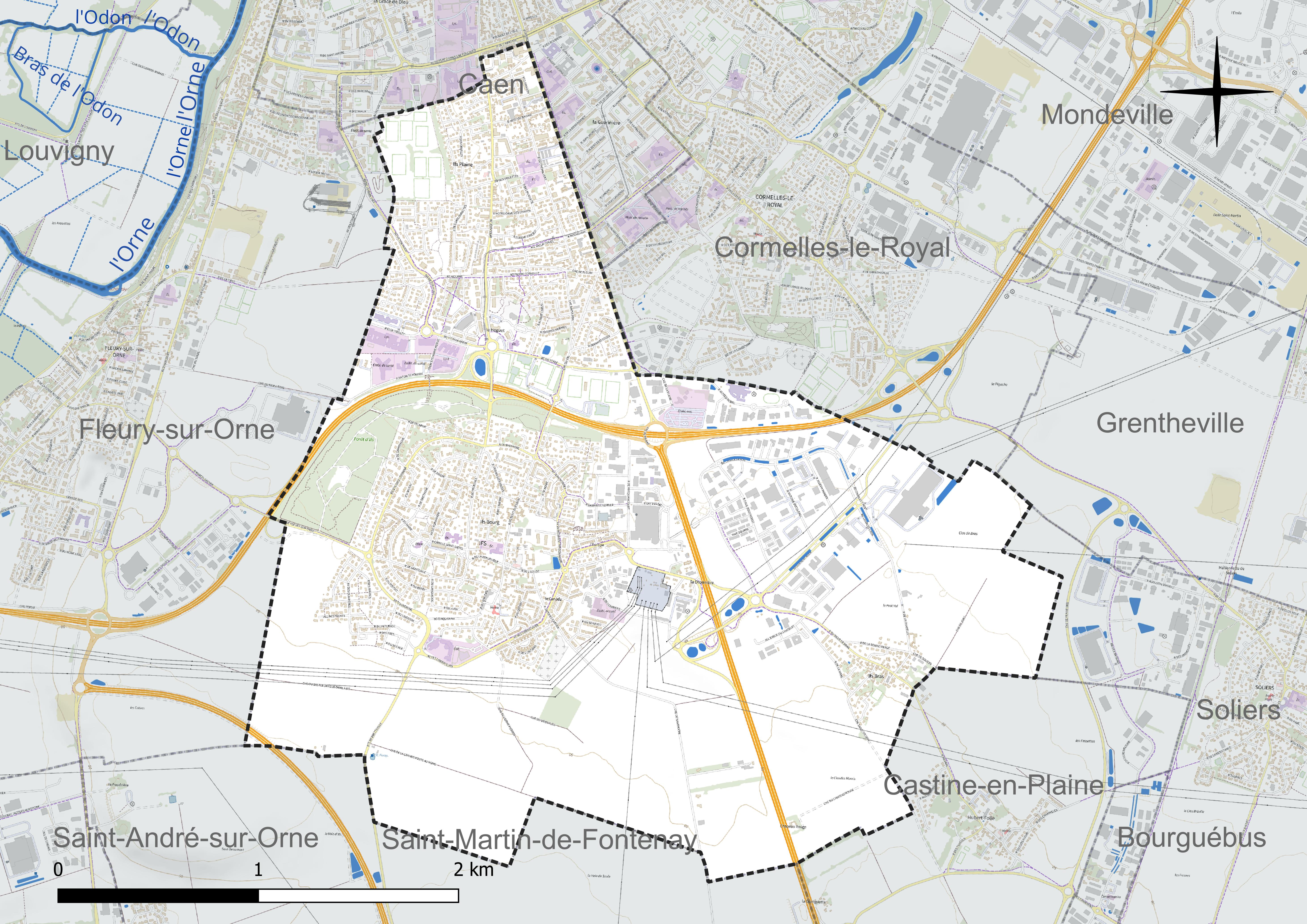
Réseau hydrographique d'Ifs.

### Climat
Pour des articles plus généraux, voir Climat de la Normandie et Climat du Calvados.
En 2010, le climat de la commune est de type climat océanique altéré, selon une étude du CNRS s'appuyant sur une série de données couvrant la période 1971-2000. En 2020, Météo-France publie une typologie des climats de la France métropolitaine dans laquelle la commune est exposée à un climat océanique et est dans la région climatique  Normandie (Cotentin, Orne), caractérisée par une pluviométrie relativement élevée (850 mm/a) et un été frais (15,5 °C) et venté. Parallèlement le GIEC normand, un groupe régional d'experts sur le climat, différencie quant à lui, dans une étude de 2020, trois grands types de climats pour la région Normandie, nuancés à une échelle plus fine par les facteurs géographiques locaux. La commune est, selon ce zonage, exposée à un « climat des plateaux abrités », correspondant à la plaine agricole de Caen à Falaise, sous le vent des collines de Normandie et proche de la mer, se caractérisant par une pluviométrie et des contraintes thermiques modérées.
Pour la période 1971-2000, la température annuelle moyenne est de 10,6 °C, avec  une amplitude thermique annuelle de 12,2 °C. Le cumul annuel moyen de précipitations est de 699 mm, avec 11,8 jours de précipitations en janvier et 7,2 jours en juillet. Pour la période 1991-2020, la température moyenne annuelle observée sur la station météorologique la plus proche, située sur la commune de Carpiquet à 9 km à vol d'oiseau, est de 11,5 °C et le cumul annuel moyen de précipitations est de 740,3 mm,. Pour l'avenir, les paramètres climatiques de la commune estimés pour 2050 selon différents scénarios d'émission de gaz à effet de serre sont consultables sur un site dédié publié par Météo-France en novembre 2022.

## Urbanisme

### Typologie
Au 1er janvier 2024, Ifs est catégorisée grand centre urbain, selon la nouvelle grille communale de densité à 7 niveaux définie par l'Insee en 2022.
Elle appartient à l'unité urbaine de Caen, une agglomération intra-départementale dont elle est une commune de la banlieue,. Par ailleurs la commune fait partie de l'aire d'attraction de Caen, dont elle est une commune du pôle principal,. Cette aire, qui regroupe 296 communes, est catégorisée dans les aires de 200 000 à moins de 700 000 habitants,.

### Occupation des sols
L'occupation des sols de la commune, telle qu'elle ressort de la base de données européenne d'occupation biophysique des sols Corine Land Cover (CLC), est marquée par l'importance des territoires artificialisés (57 % en 2018), en augmentation par rapport à 1990 (35,8 %). La répartition détaillée en 2018 est la suivante : 
terres arables (38 %), zones urbanisées (30,2 %), zones industrielles ou commerciales et réseaux de communication (26,9 %), forêts (3,3 %), zones agricoles hétérogènes (1,7 %). L'évolution de l'occupation des sols de la commune et de ses infrastructures peut être observée sur les différentes représentations cartographiques du territoire : la carte de Cassini (XVIIIe siècle), la carte d'état-major (1820-1866) et les cartes ou photos aériennes de l'IGN pour la période actuelle (1950 à aujourd'hui).

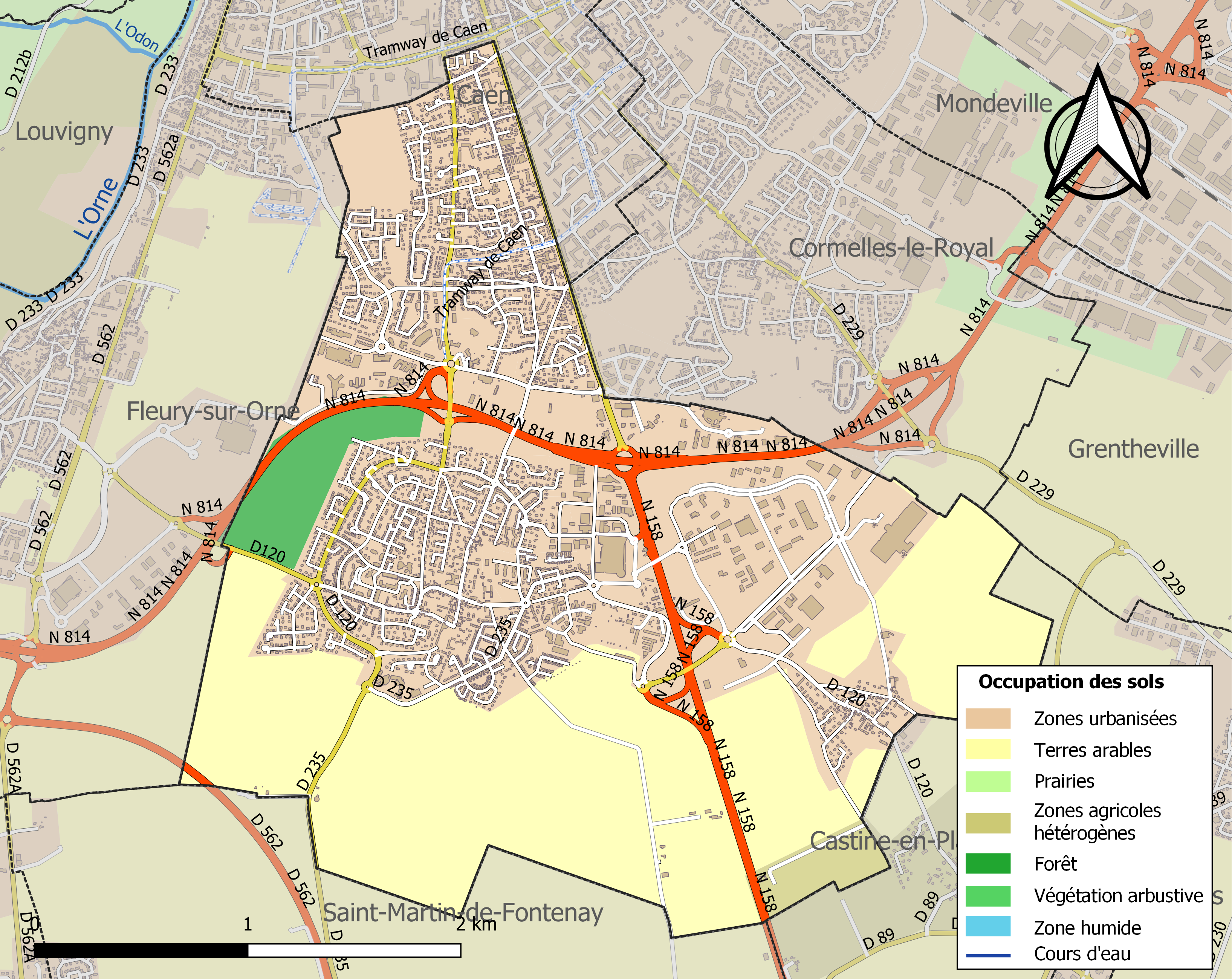
Carte des infrastructures et de l'occupation des sols de la commune en 2018 (CLC).

La ville est constituée de quatre ensembles :
- l'ancien bourg, essentiellement résidentiel ;
- la zone d'activité Object'Ifs Sud, à l'est de la route de Falaise ;
- le hameau de Bras ;
- le quartier de Ifs-Plaine au nord du boulevard périphérique, dans la continuité du tissu urbain caennais, desservi par le tramway.

### Voies de communication et transports
La ville d'Ifs est desservie par la ligne T1 du tramway de Caen et les lignes de bus 3, 4 et 30 du réseau Twisto.
La route nationale 158, future A 88, dessert la commune.

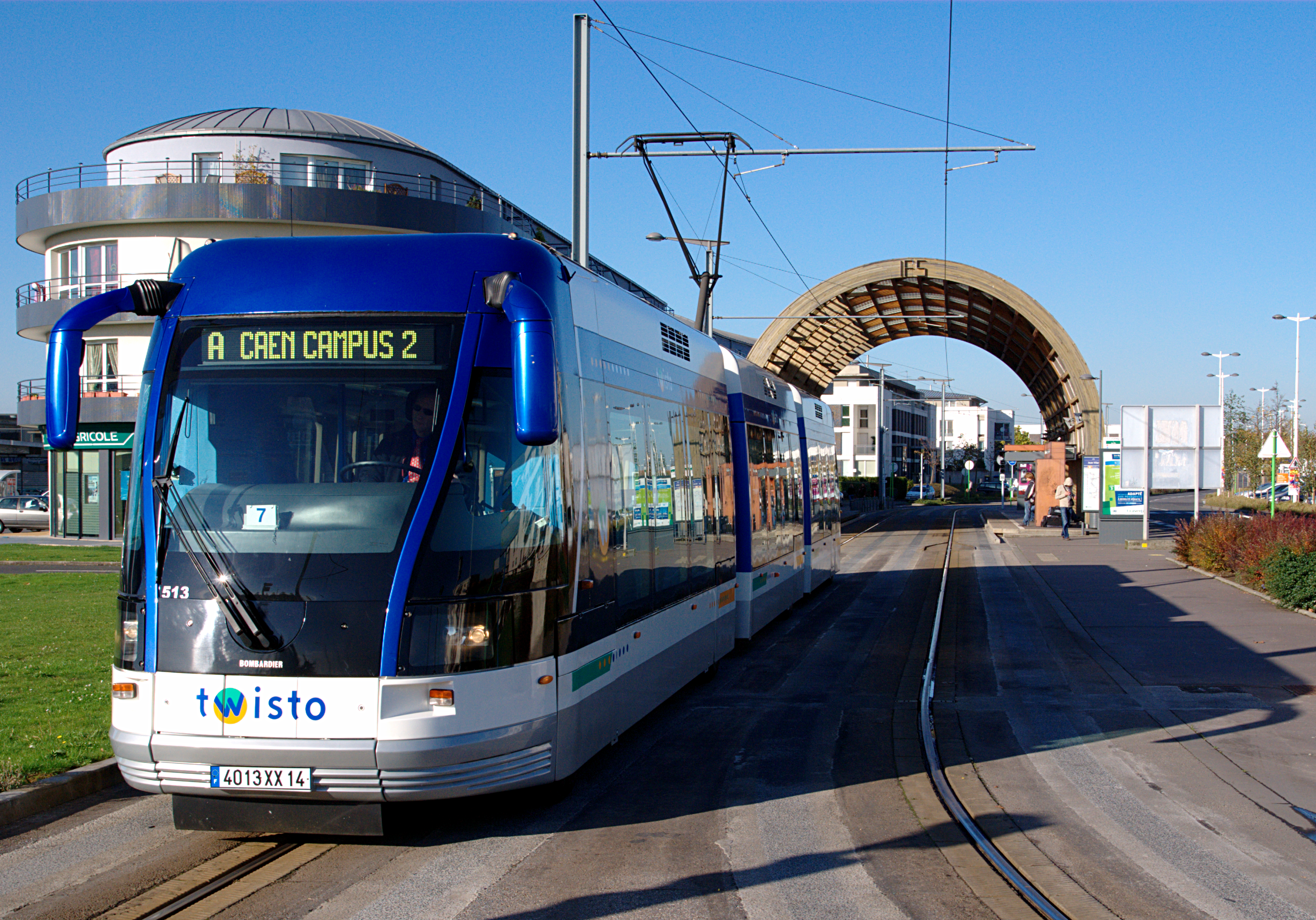
L'ancien tramway à Ifs.

## Toponymie
Le nom de la localité est attesté sous les formes Icium en 1078  (charte de Saint-Étienne de Caen) et Iz en 1170, Itium en 1177 (charte de Saint-Étienne de Caen), Hys en 1221 (charte de Sainte-Barbe, no 178), Ycium en 1243 (charte de Fontenay, no 39), Ys en 1245 (charte de Saint-Étienne de Fontenay, n° 72), Is en 1371, Idz en 1653 (carte de Tassin)
Les formes anciennes écartent une origine due au conifère, c'est-à-dire à l'if commun. Celle-ci est attribuée à un anthroponyme, gaulois selon Albert Dauzat et Charles Rostaing, tel que Icius ou Itius.
La commune d'Ifs-lès-Allemagne, en référence au bourg voisin d'Allemagne, nom primaire de Fleury-sur-Orne, est anciennement réunie à Ifs au début du XVIIIe siècle.
Le gentilé est Ifois.

## Histoire
Dans la commune a été découvert un site archéologique qualifié « d'exceptionnel » par les chercheurs. Le site, qui s'étend sur une surface de 5,8 hectares, comprend trois phases d'occupation depuis le Ve siècle av. J.-C. qui datent des périodes gauloise, romaine et du haut Moyen Âge. Parmi les découvertes les plus surprenantes se trouvent deux sépultures de chevaux. Un monument funéraire enferme une tombe à char, vestige exceptionnel correspondant à un type de sépulture connu dans le monde celtique, dans lequel est enfoui le défunt avec un char de guerre. Au total, sur les différentes périodes couvertes, 60 tombes humaines ont été découvertes.

## Politique et administration

### Administration municipale
Le conseil municipal est composé de trente-trois membres dont le maire et neuf adjoints.
En 1793, la commune d'Ifs est incorporée au canton de Mondeville, dans le district de Caen. En 1801, elle est rattachée au canton de Caen-Sud, puis à celui de Caen-Est en 1815 et de nouveau à celui de Caen-Sud en 1967. Après 1982, Ifs fait partie du canton de Caen-10. En 2015, dans le cadre du redécoupage cantonal de 2014, la commune est rattachée au canton d'Ifs dont elle est le bureau centralisateur.

### Jumelages
- Ilfracombe (Angleterre)

## Équipements et services publics

### Enseignement
- École élémentaire Marie-Curie.
- École élémentaire Jules-Verne.
- École élémentaire Jean-Vilar.
- École maternelle Pablo-Neruda.
- École maternelle Paul-Fort.
- Collège Léopold-Sédar-Senghor.
- Lycée François Rabelais
- Université de Caen Campus 3.

## Population et société

### Démographie

#### Évolution démographique
L'évolution du nombre d'habitants est connue à travers les recensements de la population effectués dans la commune depuis 1793. Pour les communes de plus de 10 000 habitants les recensements ont lieu chaque année à la suite d'une enquête par sondage auprès d'un échantillon d'adresses représentant 8 % de leurs logements, contrairement aux autres communes qui ont un recensement réel tous les cinq ans,.
En 2022, la commune comptait 11 868 habitants, en évolution de +0,85 % par rapport à 2016 (Calvados : +1,58 %, France hors Mayotte : +2,11 %).
Ifs ne dépassant pas ce seuil au recensement de 1999, la commune a fait l'objet d'une enquête exhaustive de recensement en 2005.
| 1793 | 1800 | 1806 | 1821 | 1831 | 1836 | 1841 | 1846 | 1851 |
| ---- | ---- | ---- | ---- | ---- | ---- | ---- | ---- | ---- |
| 719  | 536  | 703  | 706  | 719  | 741  | 772  | 748  | 761  |

| 1856 | 1861 | 1866 | 1872 | 1876 | 1881 | 1886 | 1891 | 1896 |
| ---- | ---- | ---- | ---- | ---- | ---- | ---- | ---- | ---- |
| 750  | 736  | 794  | 697  | 682  | 617  | 606  | 556  | 599  |

| 1901 | 1906 | 1911 | 1921 | 1926 | 1931 | 1936 | 1946 | 1954  |
| ---- | ---- | ---- | ---- | ---- | ---- | ---- | ---- | ----- |
| 566  | 561  | 560  | 626  | 634  | 705  | 803  | 770  | 1 263 |

| 1962  | 1968  | 1975  | 1982  | 1990  | 1999  | 2006   | 2011   | 2016   |
| ----- | ----- | ----- | ----- | ----- | ----- | ------ | ------ | ------ |
| 1 791 | 2 681 | 4 574 | 5 635 | 6 974 | 9 208 | 10 684 | 11 347 | 11 768 |

| 2021   | 2022   | - | - | - | - | - | - | - |
| ------ | ------ | - | - | - | - | - | - | - |
| 11 981 | 11 868 | - | - | - | - | - | - | - |

#### Pyramide des âges
La population de la commune est relativement jeune.
En 2018, le taux de personnes d'un âge inférieur à 30 ans s'élève à 39,1 %, soit au-dessus de la moyenne départementale (35,2 %). À l'inverse, le taux de personnes d'âge supérieur à 60 ans est de 23,3 % la même année, alors qu'il est de 27,9 % au niveau départemental.
En 2018, la commune comptait 5 628 hommes pour 5 939 femmes, soit un taux de 51,34 % de femmes, légèrement inférieur au taux départemental (51,95 %).
Les pyramides des âges de la commune et du département s'établissent comme suit.
| Hommes | Classe d’âge | Femmes |
| ------ | ------------ | ------ |
| 0,2    | 90 ou +      | 1,9    |
| 5,2    | 75-89 ans    | 9,1    |
| 13,9   | 60-74 ans    | 15,9   |
| 18,4   | 45-59 ans    | 18,8   |
| 19,3   | 30-44 ans    | 18,8   |
| 20,4   | 15-29 ans    | 18,8   |
| 22,5   | 0-14 ans     | 16,6   |

| Hommes | Classe d’âge | Femmes |
| ------ | ------------ | ------ |
| 0,8    | 90 ou +      | 2,1    |
| 7,2    | 75-89 ans    | 10,2   |
| 18,1   | 60-74 ans    | 19,3   |
| 19,4   | 45-59 ans    | 18,9   |
| 17,8   | 30-44 ans    | 16,9   |
| 19     | 15-29 ans    | 17,1   |
| 17,7   | 0-14 ans     | 15,5   |

### Sports et loisirs
L'Association sportive d'Ifs fait évoluer deux équipes masculines et une féminine de football en ligue de Basse-Normandie et une troisième masculine en division de district.
L'équipe féminine du Club Basket d'Ifs évolue en Nationale féminine 1.

## Économie
- Moulinex, usine fermée en 2001 (ne se situant pas sur la commune elle-même).

## Culture locale et patrimoine

### Lieux et monuments

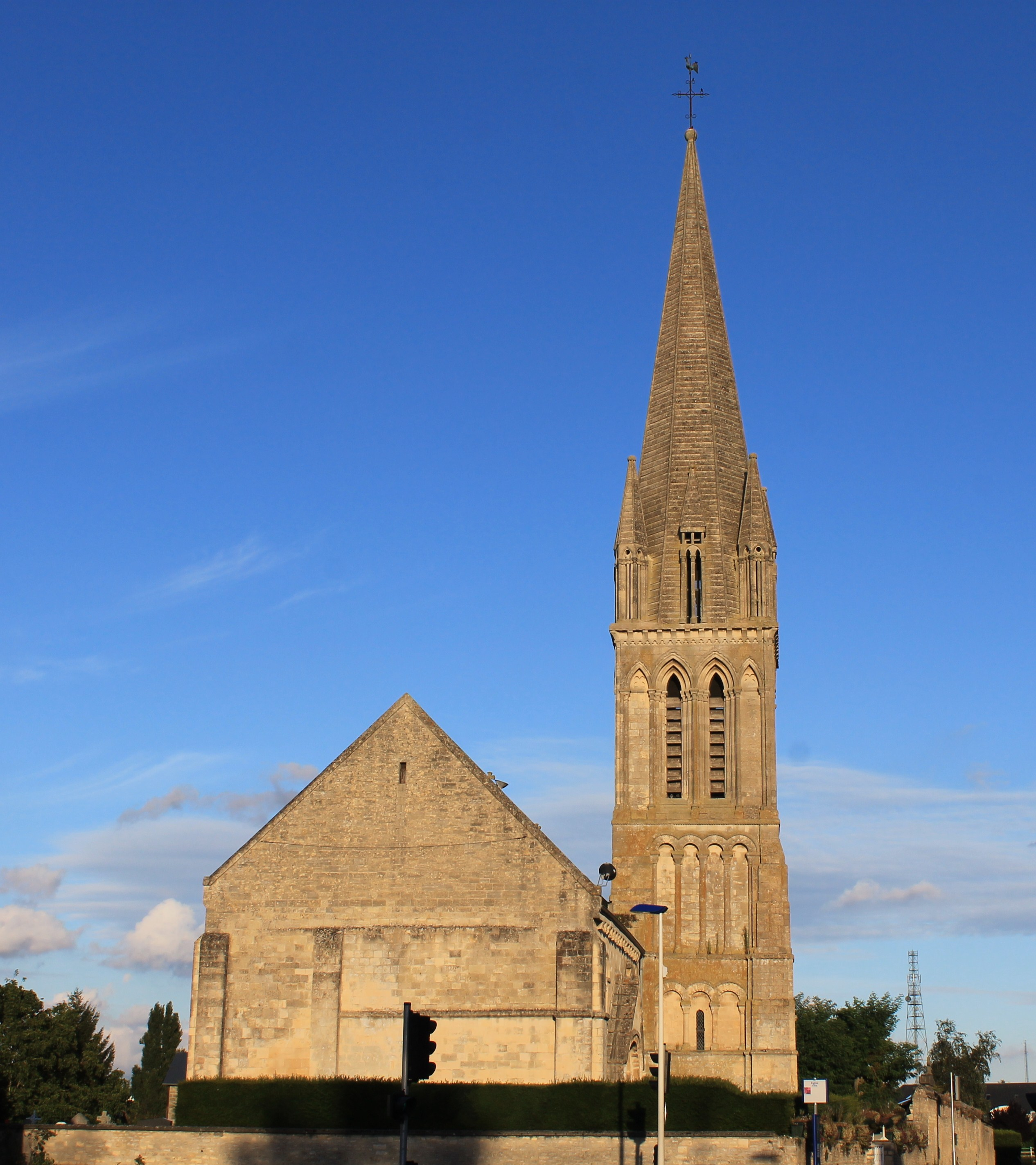
L'église Saint-André.

- Église Saint-André (XIIe siècle-XIIIe siècle) dont le clocher et le mur nord de la nef, y compris le portail — entre autres éléments — sont classés monuments historiques depuis le 4 octobre 1946[39].
- Chapelle Notre-Dame-de-la-Plaine d'Ifs-Plaine.
- L'hôtel de ville aménagé dans la ferme Saint-Bernard, bâtiment du XVIIIe siècle inscrit au titre des Monuments historiques (colombier, façades et toitures de la ferme) depuis le 26 novembre 1979[40].
- Sépultures hallstattiennes (Ve siècle av. J.-C.) de la Dronnière[41].
- Sépultures franques et saxonnes datées du Ve au VIIe, 443 sépultures de soldats et leurs familles ont été dénombrées.
- Forêt de 32 ha plantée en 1991, lieu de promenade et d'activités, désignée comme le centre du Calvados[42].
- Calvaire dans la rue des Carriers.
- Monument  aux morts des deux guerres mondiales à côté du calvaire.

### Personnalités liées à la commune
- Robert Tournières (1668 à Ifs - 1752), peintre spécialisé dans les portraits, élève de Hyacinthe Rigaud ;
- Jean-Pascal Zadi (né en 1980), rappeur, acteur et réalisateur, a passé son enfance et son adolescence à Ifs ;
- Sabine Devieilhe (née en 1985), soprano, a passé son enfance et son adolescence à Ifs ;